# Medellin (Cebu)
Medellin is een gemeente in de Filipijnse provincie Cebu. Bij de census van 2015 telde de gemeente ruim 55 duizend inwoners.

## Geografie

### Bestuurlijke indeling
Medellin is onderverdeeld in de volgende 19 barangays:
| - Antipolo - Curva - Daanlungsod - Dalingding Sur - Dayhagon - Gibitngil - Canhabagat - Caputatan Norte - Caputatan Sur - Kawit | - Lamintak Norte - Luy-a - Panugnawan - Poblacion - Tindog - Don Virgilio Gonzales - Lamintak Sur - Maharuhay - Mahawak |

## Demografie
Medellin had bij de census van 2015 een inwoneraantal van 55.332 mensen. Dit waren 5.285 mensen (10,6%) meer dan bij de vorige census van 2010. Ten opzichte van de census van 2000 was het aantal inwoners gegroeid met 12.219 mensen (28,3%). De gemiddelde jaarlijkse groei in die periode kwam daarmee uit op 1,65%, hetgeen lager was dan het landelijk jaarlijks gemiddelde over deze periode (1,72%).

De bevolkingsdichtheid van Medellin was ten tijde van de laatste census, met 55.332 inwoners op 73,19 km², 756 mensen per km².